# Les Filles de l’égalité
Pour plus de détails, voir Fiche technique et Distribution.
Les Filles de l'égalité est un court métrage d'animation français réalisé par Michel Ocelot en 1981.

## Synopsis
Une vieille dame toute petite rencontre un jeune homme de très grande taille. La vieille dame passe aussitôt un coup de téléphone à l'organisation « Les Filles de l'égalité », dont l'affiche couvre la scène quelques secondes tandis qu'un bruit de scie retentit. Lorsque l'affiche laisse de nouveau place à la scène, le jeune homme est à présent un cul-de-jatte pas plus grand que la dame, et il s'en va dans un chariot à roulettes tandis que la dame roule des yeux amoureux. Le court métrage ne comporte pas de dialogues ni de commentaire.

## Fiche technique
- Titre : Les Filles de l'égalité
- Réalisation : Michel Ocelot
- Banc-titre : Pierre Mialaret
- Musique originale : Bruno Watel
- Bruitage : René Penot
- Mixage : Jean-Claude Voyeux
- Date de sortie : 1981
- Durée : 1 minute et 7 secondes[1]
- Format : couleur

## Distinctions
Le court métrage obtient le prix spécial du jury au festival d'Albi en 1982.